# Akshay Venkatesh
Akshay Venkatesh (21 november 1981) is een Australische wiskundige en professor (sinds 15 augustus 2018) aan de School of Mathematics van het Institute for Advanced Study. Zijn onderzoeksinteresses liggen op het gebied van telproblemen en equidistributieproblemen in automorfe vormen en getaltheorie, in het bijzonder representatietheorie, lokaal symmetrische ruimtes, ergodentheorie en algebraïsche topologie.
Hij was de eerste Australiër die medailles won op zowel de Internationale Fysica Olympiade als de Internationale Wiskunde Olympiade, wat hij op 12-jarige leeftijd deed.
In 2018 ontving hij de Fieldsmedaille voor zijn synthese van analytische getaltheorie, homogene dynamica, topologie en representatietheorie.

## Bijdragen aan de wiskunde
Akshay heeft individueel en in samenwerking met verschillende wiskundigen bijdragen geleverd aan een breed scala aan gebieden in de wiskunde, waaronder getaltheorie, automorfe vormen, representatietheorie, lokaal symmetrische ruimtes en ergodentheorie.
Met behulp van ergodische methoden boekte Venkatesh, samen met Jordan Ellenberg, vooruitgang op het gebied van het Hasse-principe voor integrale representaties van kwadratische vormen door kwadratische vormen.
In een reeks gezamenlijke werken met Manfred Einsiedler, Elon Lindenstrauss en Philippe Michel heeft Venkatesh de ergodische methode van Linnik opnieuw bekeken en een al lang bestaand vermoeden van Yuri Linnik opgelost dat gaat over de verdeling van torusbanen die aan kubieke getalvelden zijn geassocieerd.
Akshay Venkatesh zorgde voor een nieuwe en directere manier om in talrijke gevallen sub-convexiteitsschattingen voor L-functies vast te stellen, die verder ging dan het fundamentele werk van Hardy-Littlewood-Weyl, Burgess en Duke-Friedlander-Iwaniec, dat belangrijke speciale gevallen behandelde. Deze aanpak resulteerde uiteindelijk in de volledige oplossing door Venkatesh en Philippe Michel van het sub-convexiteitsprobleem voor GL(1) en GL(2) L-functies over algemene getalvelden.